# Froylán Turcios
Froylán Turcios (* 1875 in Juticalpa, Honduras; † 1943 in San José, Costa Rica) war in seiner Heimat Honduras Politiker und ein bedeutender Schriftsteller.
Zunächst war Turcios als Regierungsminister, Abgeordneter des Nationalkongresses und Diplomat tätig, bevor er sich als einer der bedeutendsten Prosaisten und Erzähler des Landes hervortat.
In Guatemala gründete er die Zeitung „El Tiempo“ (Die Zeit). Später folgten zahlreiche andere Zeitschriften.
In Honduras war er der wichtigste Unterstützer von Augusto César Sandino. Mittels seiner Zeitschriften und Bücher kämpfte er gegen den starken Einfluss US-amerikanischer Konzerne in Mittelamerika.
In seinen letzten Lebensjahren musste er ins Exil nach Costa Rica auswandern, wo er 1943 starb.